# Escut de Puigverd d'Agramunt
L'escut oficial de Puigverd d'Agramunt té el següent blasonament:
Escut caironat: de sable, 2 claus en pal adossades amb les dents a dalt i mirant cap enfora, la de la destra d'or i la de la sinistra d'argent. Per timbre una corona de baró.

## Història
Va ser aprovat el 7 d'octubre de 1993 i publicat al DOGC el 25 d'octubre del mateix any amb el número 1813.
Les dues claus adossades són les armes tradicionals del poble, i són l'atribut de sant Pere, patró de la localitat. La corona recorda el fet que el castell de Puigverd fou el centre d'una baronia medieval.